# 청남로
청남로(Cheongnam-ro)는 충청북도 청주시 서원구 현도면 현도교와 상당구 석교동 석교육거리를 잇는 충청북도의 도로이다. 전 구간 국도 제17호선으로 지정되어 있다.

## 역사
- 2009년 7월 10일 : 2개 이상 시·도에 걸쳐 있는 도로로 청남로를 고시[1]

## 주요 경유지
충청북도
- 청주시 서원구 (현도면 · 남이면 · 미평동 · 분평동 · 수곡동 · 모충동) - 상당구 석교동

## 노선
| 이름                                    | 접속 노선                                                | 소재지                                  | 소재지                                  | 비고                                                                 |
| 신탄진로와 직결(대전광역시 대덕구 경계) | 신탄진로와 직결(대전광역시 대덕구 경계)                  | 신탄진로와 직결(대전광역시 대덕구 경계) | 신탄진로와 직결(대전광역시 대덕구 경계) | 신탄진로와 직결(대전광역시 대덕구 경계)                              |
| --------------------------------------- | -------------------------------------------------------- | --------------------------------------- | --------------------------------------- | -------------------------------------------------------------------- |
| 현도교                                  |                                                          | 청주시                                  | 서원구 현도면                           | 국도 제17호선 구간                                                   |
| (양지2리)                               | 양지시목로                                               | 청주시                                  | 서원구 현도면                           | 국도 제17호선 구간                                                   |
| 매봉삼거리                              | 지방도 제591호선 (달계노산로)                            | 청주시                                  | 서원구 현도면                           | 국도 제17호선 구간 지방도 제591호선 구간                             |
| 선동삼거리                              | 지방도 제591호선 (시목부강로)                            | 청주시                                  | 서원구 현도면                           | 국도 제17호선 구간 지방도 제591호선 구간                             |
| 현도공단입구                            | 현도공단로                                               | 청주시                                  | 서원구 현도면                           | 국도 제17호선 구간                                                   |
| 우록교                                  | 우록길                                                   | 청주시                                  | 서원구 현도면                           | 국도 제17호선 구간                                                   |
| 죽암삼거리                              | 죽암도원로                                               | 청주시                                  | 서원구 현도면                           | 국도 제17호선 구간                                                   |
| 죽암교                                  | 죽암길                                                   | 청주시                                  | 서원구 현도면                           | 국도 제17호선 구간                                                   |
| 외천태교                                |                                                          | 청주시                                  | 서원구 남이면                           | 국도 제17호선 구간                                                   |
| 외천삼거리                              | 국가지원지방도 제96호선 (연청로)                         | 청주시                                  | 서원구 남이면                           | 국도 제17호선 구간 국가지원지방도 제96호선 구간 남청주 나들목과 연결 |
| 남이외천삼거리                          | 남석로                                                   | 청주시                                  | 서원구 남이면                           | 국도 제17호선 구간 국가지원지방도 제96호선 구간                      |
| 척산삼거리                              | 척산회당로                                               | 청주시                                  | 서원구 남이면                           | 국도 제17호선 구간 국가지원지방도 제96호선 구간                      |
| 수대교                                  |                                                          | 청주시                                  | 서원구 남이면                           | 국도 제17호선 구간 국가지원지방도 제96호선 구간                      |
| 대련삼거리                              | 대림로                                                   | 청주시                                  | 서원구 남이면                           | 국도 제17호선 구간 국가지원지방도 제96호선 구간                      |
| 대연교                                  |                                                          | 청주시                                  | 서원구 남이면                           | 국도 제17호선 구간 국가지원지방도 제96호선 구간                      |
| 가좌삼거리                              | 가좌신송로                                               | 청주시                                  | 서원구 남이면                           | 국도 제17호선 구간 국가지원지방도 제96호선 구간                      |
| 양촌 분기점                             | 국도 제17호선 국도 제25호선 (3순환로)                    | 청주시                                  | 서원구 남이면                           | 국도 제17호선 구간 국가지원지방도 제96호선 구간                      |
| 가마 교차로                             | 2순환로                                                  | 청주시                                  | 서원구 남이면                           | 국가지원지방도 제96호선 구간                                         |
| 미평사거리                              | 궁뜰로 청남로1887번길                                    | 청주시                                  | 서원구                                  | 국가지원지방도 제96호선 구간                                         |
| 분평사거리                              | 1순환로                                                  | 청주시                                  | 서원구                                  | 국가지원지방도 제96호선 구간                                         |
| 분평농협삼거리                          | 월평로 청남로2005번길                                    | 청주시                                  | 서원구                                  | 국가지원지방도 제96호선 구간                                         |
| 남중삼거리                              | 수영로                                                   | 청주시                                  | 서원구                                  | 국가지원지방도 제96호선 구간                                         |
| 청주교육대학교                          |                                                          | 청주시                                  | 서원구                                  | 국가지원지방도 제96호선 구간                                         |
| 청렴연수원사거리                        | 구룡산로                                                 | 청주시                                  | 서원구                                  | 국가지원지방도 제96호선 구간                                         |
| 모충사거리                              | 무심서로                                                 | 청주시                                  | 서원구                                  | 국가지원지방도 제96호선 구간                                         |
| 청남교                                  |                                                          | 청주시                                  | 서원구                                  | 국가지원지방도 제96호선 구간                                         |
| 상당구                                  |                                                          | 청주시                                  |                                         | 국가지원지방도 제96호선 구간                                         |
| 청남교사거리                            | 무심동로                                                 | 청주시                                  |                                         | 국가지원지방도 제96호선 구간                                         |
| 석교육거리                              | 상당로 단재로 영운로 상당로1번길 상당로3번길 상당로5번길 | 청주시                                  |                                         | 국가지원지방도 제96호선 구간                                         |

## 주요 건물 및 시설
- 현도초등학교 (충청북도 청주시 서원구 현도면 청남로 248)
- 현도중학교 (충청북도 청주시 서원구 현도면 청남로 332-4)
- 현도파출소 (충청북도 청주시 서원구 현도면 청남로 358)
- 현도우체국 (충청북도 청주시 서원구 현도면 청남로 368)
- 남이119안전센터 (충청북도 청주시 서원구 남이면 청남로 866)
- 청주시화물공영차고지 (충청북도 청주시 서원구 남이면 청남로 890)
- 청주남이우체국 (충청북도 청주시 서원구 남이면 청남로 1201)
- 남이파출소 (충청북도 청주시 서원구 남이면 청남로 1205)
- 남이농협 (충청북도 청주시 서원구 남이면 청남로 1207)
- 이마트 청주점 (충청북도 청주시 서원구 청남로 1853)
- 참사랑병원 (충청북도 청주시 서원구 청남로 1910)
- 충청북도교육청 (충청북도 청주시 서원구 청남로 1929)
- 남성초등학교 (충청북도 청주시 서원구 청남로 1964)
- 충북고등학교 (충청북도 청주시 서원구 청남로 1969)
- 남성중학교 (충청북도 청주시 서원구 청남로 1984)
- 청주수곡동우체국 (충청북도 청주시 서원구 청남로 2026)
- 청주남중학교 (충청북도 청주시 서원구 청남로 2039)
- 한국토지주택공사 충북지역본부 (충청북도 청주시 서원구 청남로 2060)
- 청주교육대학교 (충청북도 청주시 서원구 청남로 2065)
- 청주교육대학교 부설초등학교 (충청북도 청주시 서원구 청남로 2067)